# Голодрыга, Бианна Витальевна
Бианна Витальевна Голодрыга (род. 15 июня 1978, Каушанский район, Молдавская ССР) — американская телеведущая.

## Биография
Родилась в Молдавии в еврейской семье. В 1980 году вместе с родителями, Виталием и Жанной Голодрыга, эмигрировала в США. Отец работал инженером-механиком в хьюстонском филиале химической компании Дюпон, мать — вице-президент нефтяного концерна Hess Corporation.
Росла в Хьюстоне. Окончила Техасский университет в Остине со специализацией по славистике и экономике. В 2001 году переехала в Бруклин, где жила с бабушкой в Бенсонхерсте.
Работала продюсером, затем корреспондентом на CNBC, в 2007—2010 годах была корреспондентом на ABC, в 2010—2014 годах — ведущей выходного издания передачи Good Morning America, с 2014 года — телеведущая отдела новостей и финансов на Yahoo. C 2018 года — соведущая CBS This Morning. С 2019 года — старший международный аналитик и ведущая на CNN. Член Совета по международным отношениям.
В 2025 году в соавторстве с израильской телеведущей Йонит Леви написала книгу для детей среднего возраста «Don't Feed The Lion» на тему антисемитизма.

## Семья
С 2010 года замужем за экономистом Питером Орзагом, директором Административно-бюджетного управления в администрации Барака Обамы (2009—2010), сыном математика и механика Стивена Орзага.

## Публикации
- Bianna Golodryga, Yonit Levi. Don't Feed The Lion. Arcadia Children's Books, 2025. — 256 p.